# Monstera dziurawa

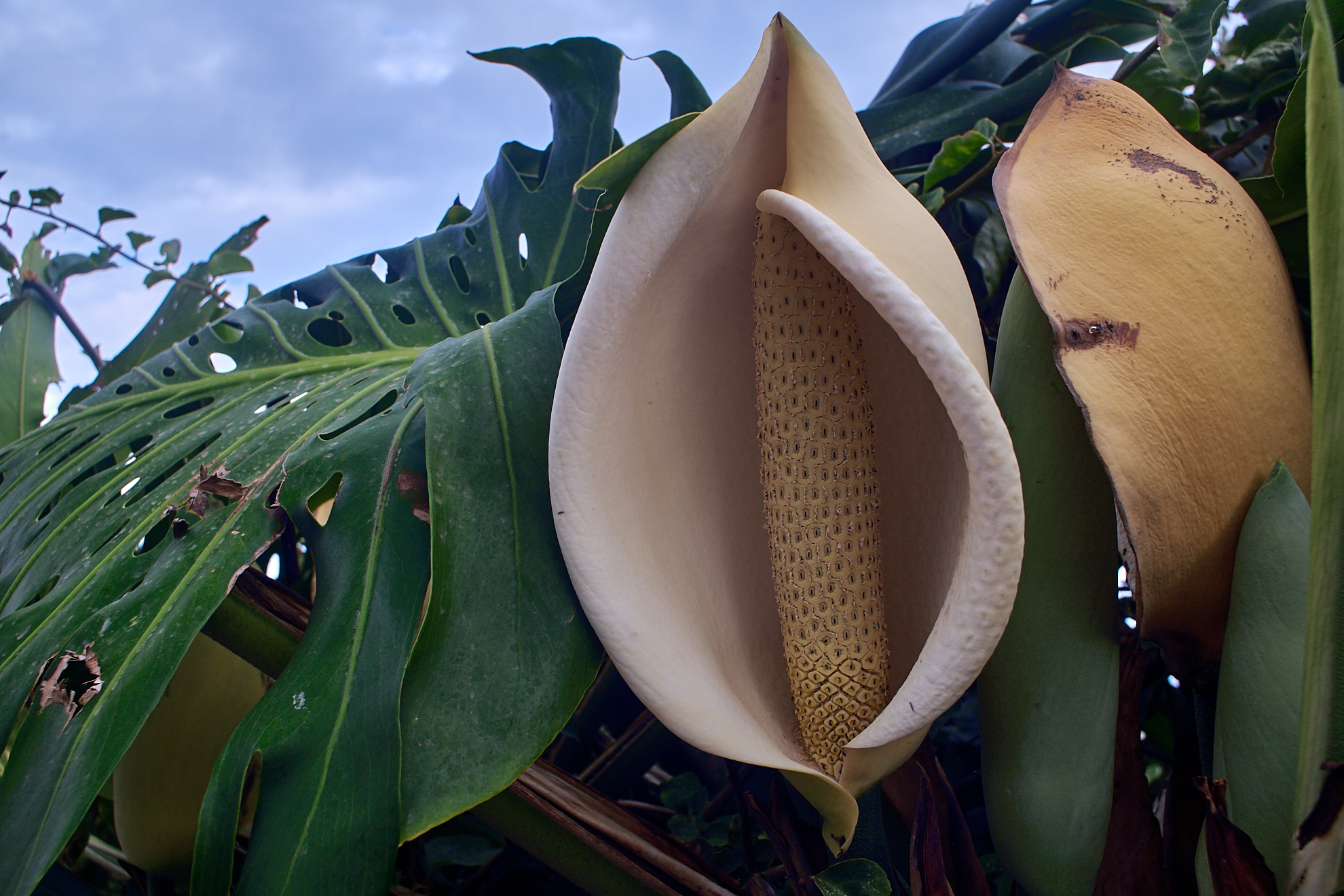
Kwiatostan

Monstera dziurawa (Monstera deliciosa) – gatunek rośliny występujący w lasach tropikalnych od południowego Meksyku po południową Panamę. W Polsce jest uprawiany jako roślina ozdobna.

## Morfologia
PokrójSilnie rosnące zielone pnącze, często osiągające ponad 10 m wysokości. Na pędzie silne korzenie powietrzne.
LiścieGłęboko powcinane, starsze liście z otworami.
KwiatyKwiatostan w kształcie kolby o długości do 30 cm jest otoczony dużą białą pochwą.
OwoceWytwarza drobne pachnące, stożkowate jagody, które po dojrzeniu są jadalne i smakują jak połączenie ananasa i banana. Zawierają jednak wiele kwasu szczawiowego i innych toksyn, mogących prowadzić do podrażnienia lub uszkodzenia błon śluzowych.

## Zastosowanie
Gatunek ten należy do największych roślin do dekoracji wnętrz przy tym łatwych w uprawie.

## Uprawa
WymaganiaMonstera dziurawa wymaga stanowiska oświetlonego, lecz nie narażonego na bezpośrednie promieniowanie słoneczne. Starsze rośliny tolerują znaczne zacienienie, jednak w takich warunkach wyciągają się i tworzą wyłącznie całobrzegie liście. Temperatura latem nie powinna być niższa niż 18 °C i wyższa niż 25 °C, zimą powinna wynosić około 12 °C. Optymalnym podłożem do uprawy tej rośliny jest mieszanka ziemi liściowej, darniowej, gnojowej, torfu i piasku w równych proporcjach. Wymaga silnych podpór. W warunkach domowych, przy zapewnieniu optymalnych warunków, monstera może zakwitnąć.
PielęgnacjaMonsterę należy podlewać dość obficie wodą o temperaturze pokojowej, jedynie zimą ograniczając nawadnianie. Przelewanie może jednak powodować zgniliznę. Korzystne jest spryskiwanie liści i wycieranie z nich kurzu. Młode rośliny należy przesadzać co rok, starsze co 3–5 lat. Latem monstera wymaga nawożenia nawozem wieloskładnikowym.
RozmnażanieBardzo proste z sadzonek pędowych, które powinny mieć przynajmniej jeden liść, pąk pachwinowy i korzeń przybyszowy lub sadzonek wierzchołkowych z kilkoma liśćmi i korzeniem powietrznym o długości co najmniej 20 cm. Sadzonkę należy posadzić w mieszance torfu i piasku. Sadzonki można też ukorzeniać w podłożu z wermikulitu i kompostu oraz w wodzie. Sadzonki zaleca się trzymać w wysokiej temperaturze, około 25–30 °C, np. w mnożarce o podgrzewanym podłożu.
Choroby i szkodnikiRośliny są atakowane przez czerwce, mszyce i wełnowce, a uprawiane na zewnątrz również przez gąsienice i koniki polne. Monstery są również podatne na plamistość liści wywoływaną przez Lasiodiplodia theobromae (incertae sedis) i Acrosperia fluctuata oraz zgniliznę.